# Wavelet-Kompression
Die Wavelet-Kompression ist eine Form der Datenkompression speziell für Bildkompression (teilweise auch Videokompression).
Die Idee jeder Datenkompression ist das Auffinden der redundanten Anteile in vorliegenden Daten, beispielsweise:
- Zeitliche Redundanz – z. B. unterscheidet sich der Hintergrund bei zwei zeitlich aufeinanderfolgenden Videobildern in der Regel nur minimal
- Räumliche Redundanz – räumlich eng beieinanderliegende Punkte weisen oft ähnliche Färbungen auf
- Spektrale Redundanz – Frequenzkomponenten können oft mit Hilfe von benachbarten Komponenten „vorhergesagt“ werden

Wavelet-basierte Verfahren ermöglichen Kompressionsraten, die in der Größenordnung von 1:65 liegen und damit deutlich besser sind als frühere Verfahren. Die Theorie der Wavelets wurde Ende der 80er Jahre von Yves Meyer entwickelt und von Ingrid Daubechies und Stéphane Mallat weiterentwickelt, wobei sich die Verbindungen zur Signalverarbeitung ergaben.

## Funktionsweise
Bei den gängigen auf Wavelets basierenden Kompressionsverfahren für Bilddaten können im Wesentlichen drei Phasen unterschieden werden:
- Transformationskodierung: Dekorrelation der Bilddaten mittels einer 2D-Wavelet-Transformation. Man erhält genau so viele Koeffizienten, wie das Bild Pixel enthält. Diese Koeffizienten sind leichter zu komprimieren, da sich der Großteil der wichtigen Informationen auf einige wenige Koeffizienten konzentriert.
- Quantisierung der im ersten Schritt erhaltenen Koeffizienten.
- Entropiekodierung oder Lauflängenkodierung der quantisierten Werte.

Die Rekonstruktion des Bildsignals gliedert sich dann entsprechend in Decodierung, Dequantisierung und inverse Transformation.

## Waveletkompression in der Praxis
Verglichen mit verlustfreien Verfahren sind die erreichbaren Kompressionsraten ungleich höher, eine Reduktion der Ausgangsdaten um Faktor 65 ist durchaus im Bereich des Machbaren.
Während das JPEG-Verfahren bei höheren Kompressionsraten (Faktor 50 und mehr) zu „Blockbildung“ neigt, treten derartige Beeinträchtigungen bei Wavelet-basierten Verfahren erst bei deutlich höheren Kompressionsraten auf.
Die für Kompression und Dekompression benötigte Zeit kann bei geeigneten Codierverfahren in vernünftigen Grenzen gehalten werden. Bei sehr hohen Kompressionsraten (Reduktion um mehr als Faktor 100) können jedoch auf Fraktalen basierende Algorithmen bessere Ergebnisse als Wavelet-basierte Verfahren erzielen.

## Beispiele für Wavelet-Kompression
Videokompression
- Dirac
- Snow
- Tarkin

Bildkompression
- PGF
- JPEG 2000
- MrSID
- SPIHT